# 大黒東洋士
大黒 東洋士（おおぐろ とよし、1908年11月12日 - 1992年10月24日）は日本の映画評論家。
高知県生まれ。高知城東中学校卒、早稲田大学中退。1928年松竹キネマ研究所が脚本家養成所を開設すると、これに応募し柳井隆雄、池田忠雄とともに第1期生に採用された。『愛して頂戴』の原作を書く。
1931年から「映画時代」の編集者となり、のち「映画之友」編集長となり、映画評論も手がける。戦後「映画世界」編集長をつとめ、1950年に辞任してフリー。1982年勲四等瑞宝章受勲。

## 著書
- 『映画とともに五十年』高知新聞社 1981
- 『イジワル映画批評家エンマ帳』話の特集 1982

## 注
1. ↑  20世紀日本人名事典